# Classificação ATC
A classificação ATCC (Anatomical Therapeutic Chemical Code) é um classificações amplamente utilizada internacionalmente para classificar as moléculas (substâncias) com acção terapêutica. Esta classificação é a adoptada pela OMS (Organização Mundial de Saúde). Consiste em classificar os fármacos em diferentes grupos e sub-grupos (níveis), de acordo com o órgão ou sistema sobre o qual actuam e segundo as suas propriedades químicas, farmacológicas e terapêuticas, podendo os sub-grupos chegar até ao quinto nível. 
Inicialmente as substâncias eram classificadas de acordo com a classificação AC (classificação anatômica), mas essa classificação mostrou-se insuficiente, sendo por isso, alterada para a classificação ATC que possui mais sub-grupos.
1. O grupo principal é representado por uma letra e corresponde ao grupo anatómico
2. O primeiro sub-grupo é representado por dois números e corresponde ao grupo terapêutico
3. O segundo sub-grupo é representado por uma letra e corresponde ao grupo farmacológico
4. O terceiro sub-grupo é representado por uma letra e corresponde ao grupo químico
5. O quarto sub-grupo é representado por dois números e corresponde à substância química

Os grupos principais da classificação ATC são:
| A | Aparelho digestivo e metabolismo                                         |
| B | Sangue e órgãos hematopoiéticos                                          |
| C | Aparelho cardiovascular                                                  |
| D | Medicamentos dermatológicos                                              |
| G | Aparelho genito-urinário e hormonas sexuais                              |
| H | Preparações hormonais sistémicas, excluindo hormonas sexuais e insulinas |
| J | Anti-infecciosos gerais para uso sistémico                               |
| L | Agentes antineoplásicos e imunomoduladores                               |
| M | Sistema musculo-esquelético                                              |
| N | Sistema nervoso                                                          |
| P | Produtos antiparasitários, insecticidas e repelentes                     |
| V | Vários                                                                   |